# Rhynchokarlingia zemskayae
Rhynchokarlingia zemskayae är en plattmaskart som beskrevs av Timoshkin OA 200. Rhynchokarlingia zemskayae ingår i släktet Rhynchokarlingia och familjen Rhynchokarlingiidae. Inga underarter finns listade i Catalogue of Life.